# Clara-Villerach
Pour les articles homonymes, voir Clara.
Ne doit pas être confondu avec Claira.
Clara-Villerach [klaʁa vijʁak]  (en catalan Clarà i Villerac) est une commune française située dans le centre du département des Pyrénées-Orientales, en région Occitanie. Sur le plan historique et culturel, la commune est dans le pays de Conflent, correspondant à l'ensemble des vallées pyrénéennes qui « confluent » avec le lit creusé par la Têt entre Mont-Louis et Rodès.
Exposée à un climat océanique altéré, elle est drainée par le Lliscou et par un autre cours d'eau. La commune possède un patrimoine naturel remarquable composé de deux zones naturelles d'intérêt écologique, faunistique et floristique.
Clara-Villerach est une commune rurale qui compte 267 habitants en 2022, après avoir connu une forte hausse de la population depuis 1975. Elle fait partie de l'aire d'attraction de Prades. Ses habitants sont appelés les Claranencs ou  Claranenques.

## Géographie

### Localisation

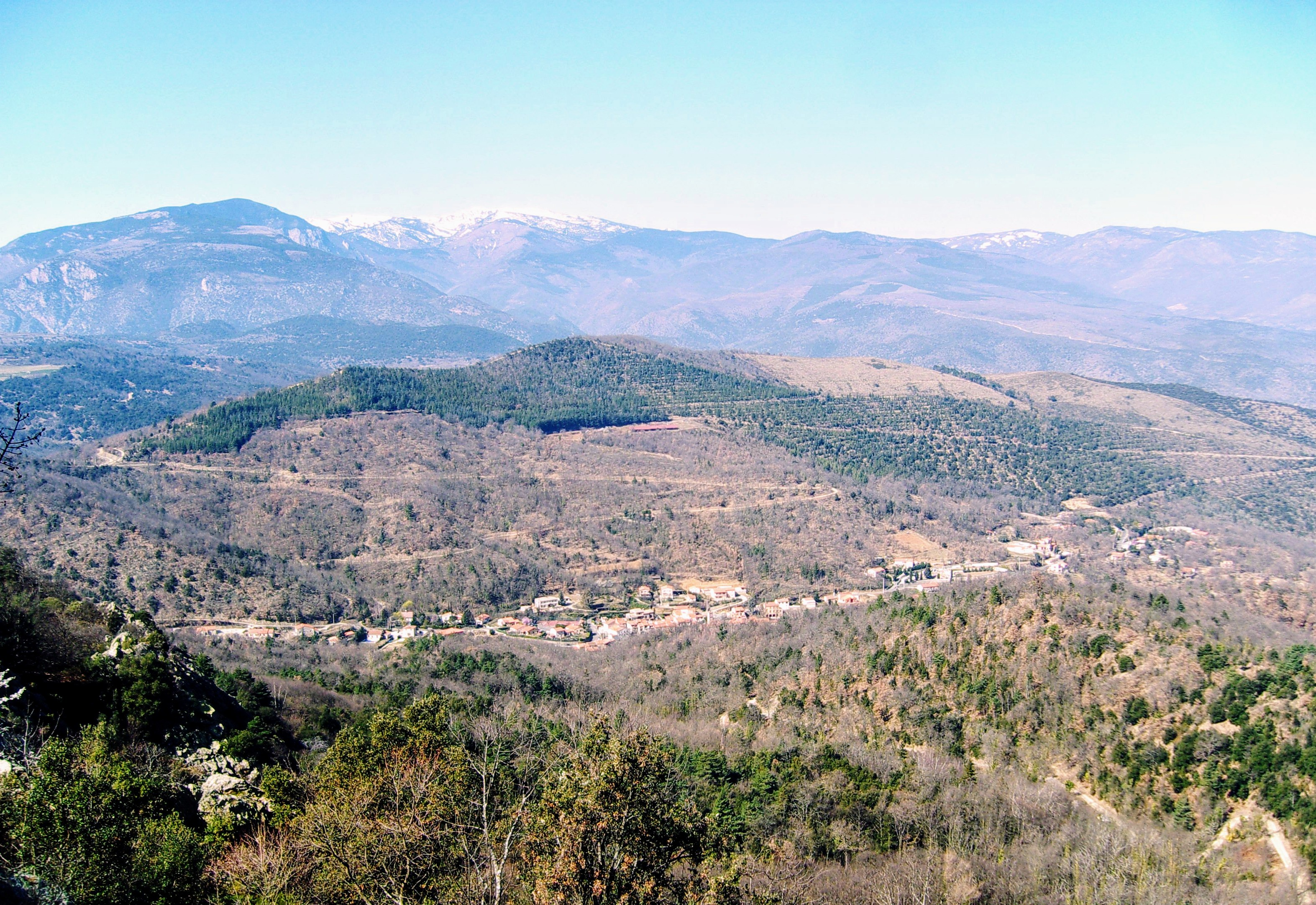
Vue vers le village de Clara

La commune de Clara est située dans la région naturelle du Conflent, au sud de Prades et sur le versant nord du massif du Canigou. Elle fait partie du canton des Pyrénées catalanes, au sein de l'arrondissement de Prades.

### Communes limitrophes
Les communes limitrophes sont  Estoher, Los Masos, Prades et Taurinya.
|        | Los Masos |         |
| Prades | Clara     | Estoher |
|        | Taurinya  |         |

### Géologie et relief
La commune est classée en zone de sismicité 3, correspondant à une sismicité modérée.

### Climat
Pour des articles plus généraux, voir Climat de l'Occitanie et Climat des Pyrénées-Orientales.
En 2010, le climat de la commune est de type climat méditerranéen altéré, selon une étude du CNRS s'appuyant sur une série de données couvrant la période 1971-2000. En 2020, Météo-France publie une typologie des climats de la France métropolitaine dans laquelle la commune est exposée à un climat de montagne ou de marges de montagne et est dans la région climatique  Pyrénées orientales, caractérisée par une faible pluviométrie, un très bon ensoleillement (2 600 h/an), un air sec, particulièrement en hiver et peu de brouillards.
Pour la période 1971-2000, la température annuelle moyenne est de 12,5 °C, avec une amplitude thermique annuelle de 14,7 °C. Le cumul annuel moyen de précipitations est de 821 mm, avec 5,6 jours de précipitations en janvier et 4,7 jours en juillet. Pour la période 1991-2020, la température moyenne annuelle observée sur la station météorologique la plus proche, située sur la commune d'Eus à 7 km à vol d'oiseau, est de 13,6 °C et le cumul annuel moyen de précipitations est de 539,8 mm,. Pour l'avenir, les paramètres climatiques de la commune estimés pour 2050 selon différents scénarios d’émission de gaz à effet de serre sont consultables sur un site dédié publié par Météo-France en novembre 2022.

### Milieux naturels et biodiversité
L’inventaire des zones naturelles d'intérêt écologique, faunistique et floristique (ZNIEFF) a pour objectif de réaliser une couverture des zones les plus intéressantes sur le plan écologique, essentiellement dans la perspective d’améliorer la connaissance du patrimoine naturel national et de fournir aux différents décideurs un outil d’aide à la prise en compte de l’environnement dans l’aménagement du territoire.
Une ZNIEFF de type 1 est recensée sur la commune :
le « Flanc nord du massif du Canigou » (3 540 ha), couvrant 5 communes du département et une ZNIEFF de type 2, : 
le « massif du Canigou » (19 263 ha), couvrant 15 communes du département.

Carte des ZNIEFF de type 1 et 2 à Clara-Villerach.
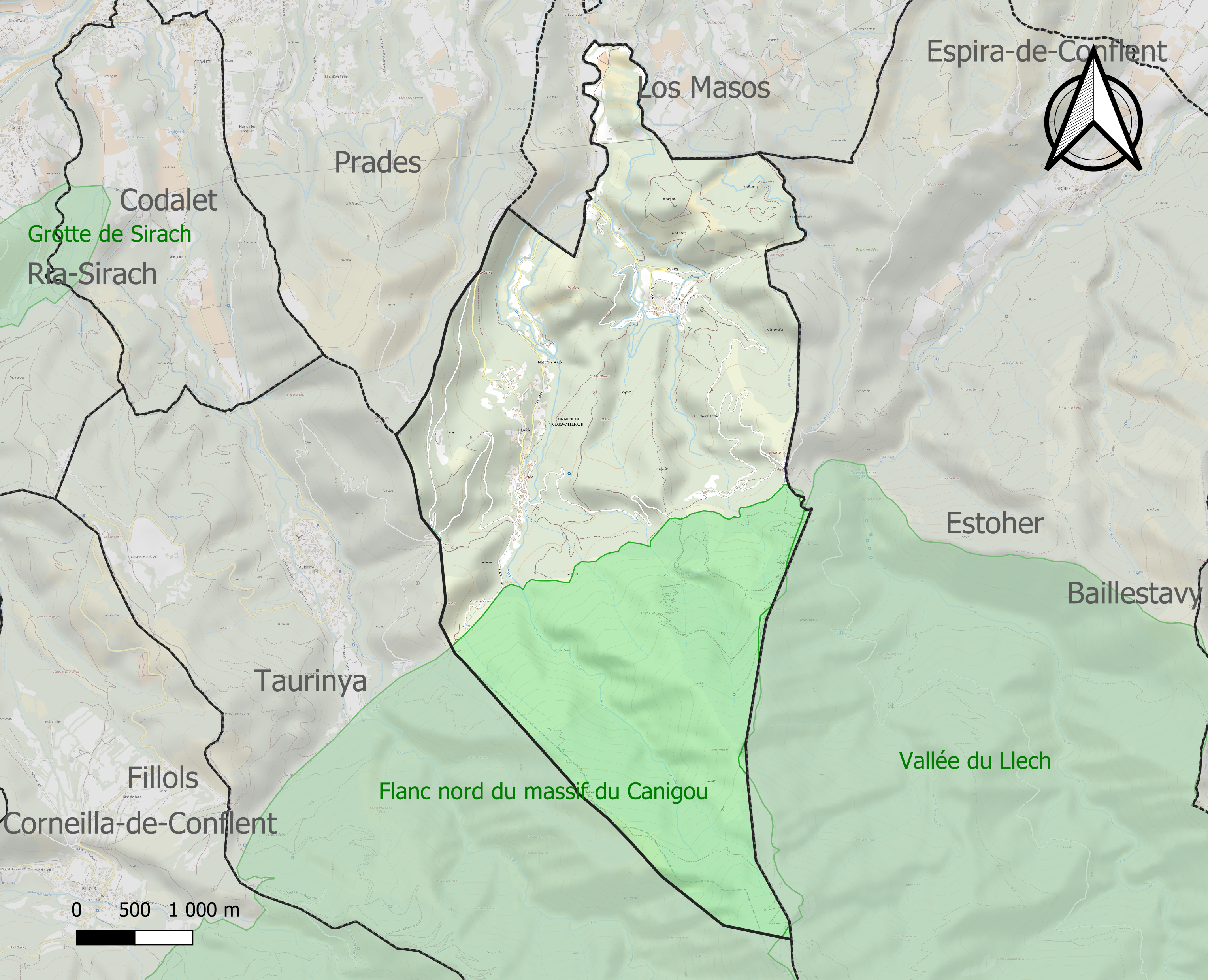
Carte de la ZNIEFF de type 1 sur la commune.
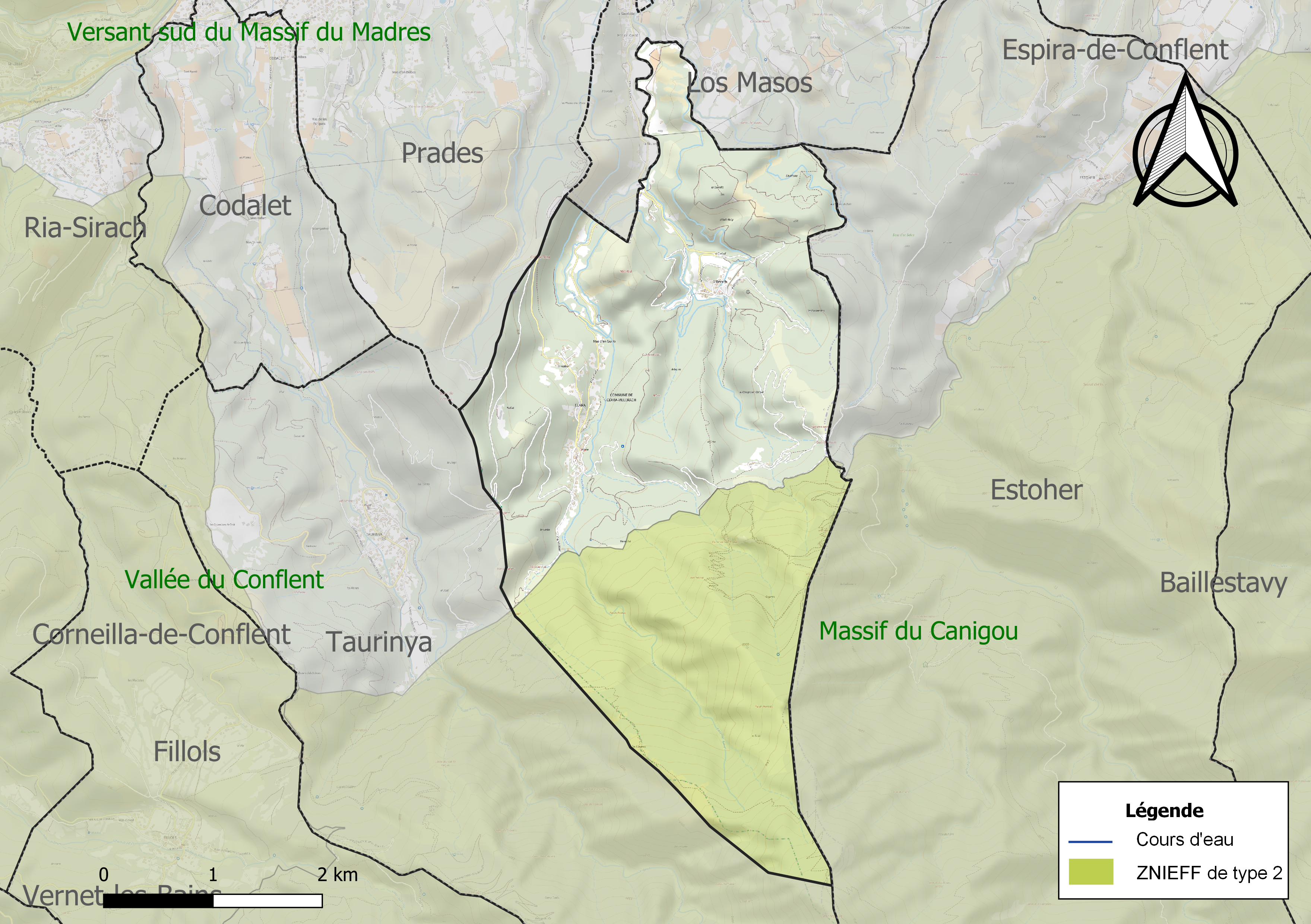
Carte de la ZNIEFF de type 2 sur la commune.

## Urbanisme

### Typologie
Au 1er janvier 2024, Clara-Villerach est catégorisée commune rurale à habitat dispersé, selon la nouvelle grille communale de densité à sept niveaux définie par l'Insee en 2022.
Elle est située hors unité urbaine. Par ailleurs la commune fait partie de l'aire d'attraction de Prades, dont elle est une commune de la couronne,. Cette aire, qui regroupe 26 communes, est catégorisée dans les aires de moins de 50 000 habitants,.

### Occupation des sols

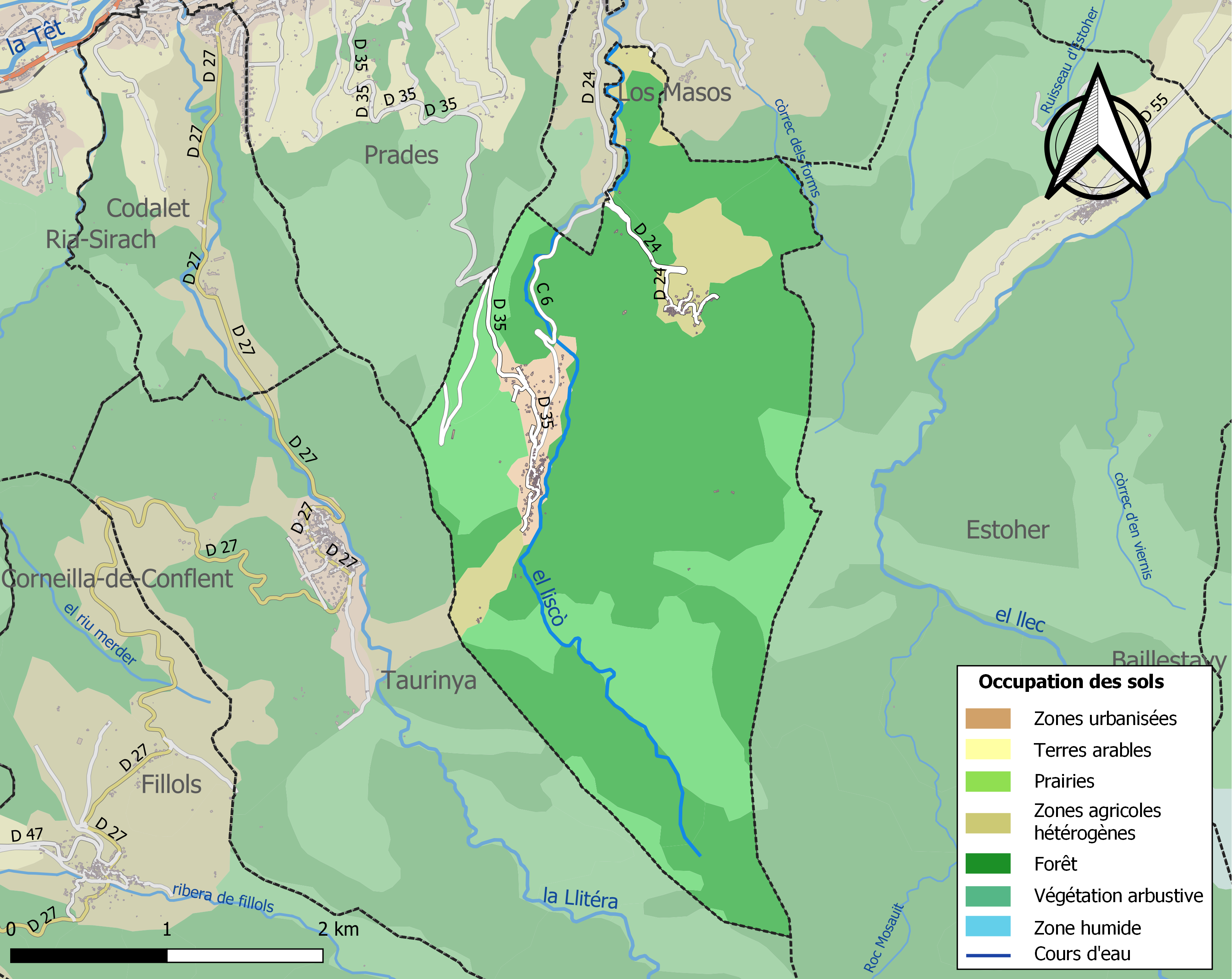
Carte des infrastructures et de l'occupation des sols de la commune en 2018 (CLC).

L'occupation des sols de la commune, telle qu'elle ressort de la base de données européenne d’occupation biophysique des sols Corine Land Cover (CLC), est marquée par l'importance des forêts et milieux semi-naturels (89,5 % en 2018), en augmentation par rapport à 1990 (88,2 %). La répartition détaillée en 2018 est la suivante : 
forêts (64,4 %), milieux à végétation arbustive et/ou herbacée (25,2 %), zones agricoles hétérogènes (6,8 %), zones urbanisées (3,7 %). L'évolution de l’occupation des sols de la commune et de ses infrastructures peut être observée sur les différentes représentations cartographiques du territoire : la carte de Cassini (XVIIIe siècle), la carte d'état-major (1820-1866) et les cartes ou photos aériennes de l'IGN pour la période actuelle (1950 à aujourd'hui).

### Risques majeurs
Le territoire de la commune de Clara-Villerach est vulnérable à différents aléas naturels : inondations, climatiques (grand froid ou canicule), feux de forêt, mouvements de terrain et séisme (sismicité modérée). Il est également exposé à deux risques particuliers, les risques radon et minier,.

#### Risques naturels
Certaines parties du territoire communal sont susceptibles d’être affectées par le risque d’inondation par crue torrentielle de cours d'eau du bassin de la Têt.
Les mouvements de terrain susceptibles de se produire sur la commune sont soit des mouvements liés au retrait-gonflement des argiles, soit des glissements de terrain, soit des chutes de blocs. Une cartographie nationale de l'aléa retrait-gonflement des argiles permet de connaître les sols argileux ou marneux susceptibles vis-à-vis de ce phénomène.

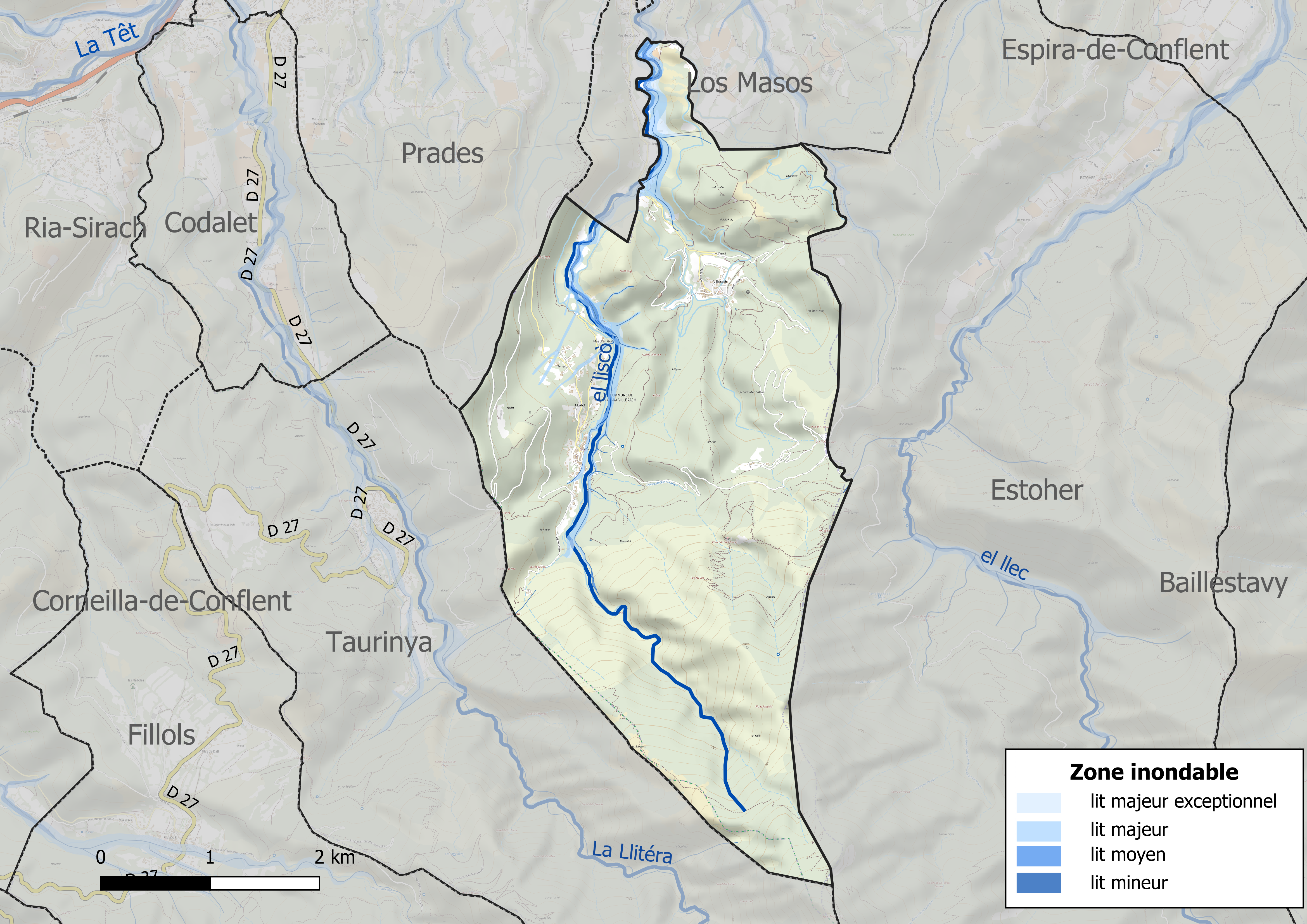
Carte des zones inondables.
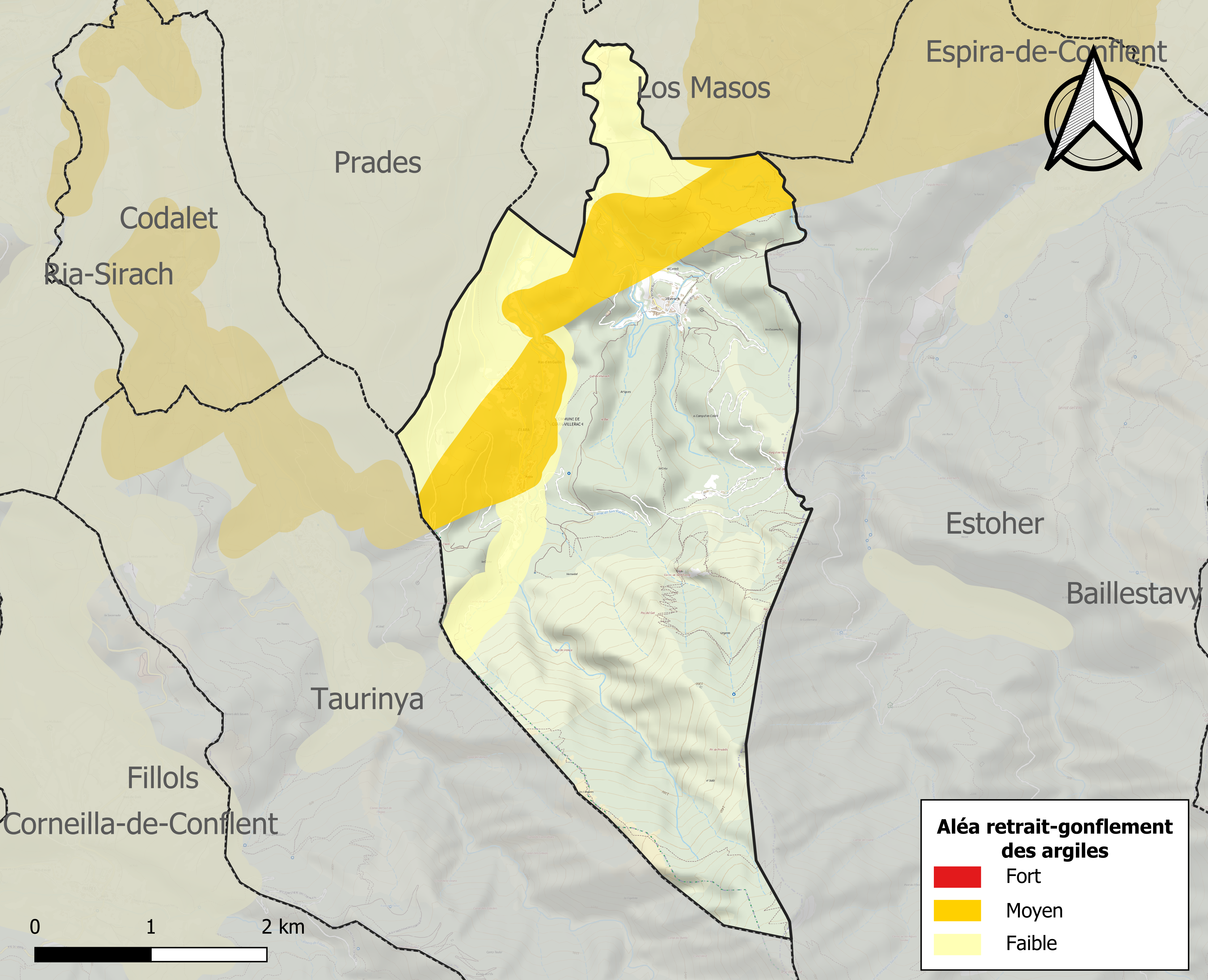
Carte des zones d'aléa retrait-gonflement des argiles.

#### Risque particulier
La commune est concernée par le risque minier, principalement lié à l’évolution des cavités souterraines laissées à l’abandon et sans entretien après l’exploitation des mines.
Dans plusieurs parties du territoire national, le radon, accumulé dans certains logements ou autres locaux, peut constituer une source significative d’exposition de la population aux rayonnements ionisants. Toutes les communes du département sont concernées par le risque radon à un niveau plus ou moins élevé. Selon la classification de 2018, la commune de Clara-Villerach est classée en zone 3, à savoir zone à potentiel radon significatif.

## Toponymie
En catalan, le nom de la commune est Clarà i Villerac.
La commune porte le nom de Clara jusqu'en 2017, lorsqu'un décret du ministère de l'Intérieur la renomme Clara-Villerach.

## Histoire
La commune de Villerach est rattachée à la commune de Clara par arrêté préfectoral du 30 janvier 1822.

## Politique et administration

### Canton
En 1790, la commune de Clara est incluse dans le canton de Prades, qu'elle n'a jamais quitté par la suite.
À compter des élections départementales de 2015, la commune est incluse dans le nouveau canton des Pyrénées catalanes.

### Liste des maires
| Période        | Période        | Identité           | Étiquette | Qualité |
| -------------- | -------------- | ------------------ | --------- | ------- |
|                |                |                    |           |         |
| 1871           | mai 1888       | Bonaventure Guillo |           |         |
| mai 1888       | 1892           | Joseph Payré       |           |         |
| 1892           | ?              | Martin Monceu      |           |         |
|                |                |                    |           |         |
| mai 1900       | mai 1904       | Joseph Payré       |           |         |
| mai 1904       | mai 1908       | Paul Vergès        |           |         |
| mai 1908       | septembre 1923 | François Salvat    |           |         |
| septembre 1923 | mai 1935       | Joseph Bailbé      |           |         |
| mai 1935       | 1939           | Pierre Monceu      |           |         |
| 1939           | 1941           | Pierre Delclos     |           |         |
| 1941           | 1944           | Pierre Monceu      |           |         |
| 1944           | mai 1953       | Albert Albert      |           |         |
| mai 1953       | mars 1971      | Raymond Fourcade   |           |         |
| mars 1971      | juin 1995      | André Vergès       |           |         |
| juin 1995      | juillet 1996   | Robert Laguerre    |           |         |
| juillet 1996   | 2001           | Éliane Prats       |           |         |
| mars 2001      | mai 2020       | Robert Laguerre    |           |         |
| mai 2020       | En cours       | Patrick Marcel     |           |         |

## Population et société

### Démographie ancienne
La population est exprimée en nombre de feux (f) ou d'habitants (H).
| 1358 | 1365 | 1378 | 1470 | 1709 | 1720 | 1767  | 1774 | 1789 |
| ---- | ---- | ---- | ---- | ---- | ---- | ----- | ---- | ---- |
| 11 f | 12 f | 5 f  | 2 f  | 32 f | 15 f | 151 H | 29 f | 29 f |

### Démographie  contemporaine
L'évolution du nombre d'habitants est connue à travers les recensements de la population effectués dans la commune depuis 1793. Pour les communes de moins de 10 000 habitants, une enquête de recensement portant sur toute la population est réalisée tous les cinq ans, les populations de référence des années intermédiaires étant quant à elles estimées par interpolation ou extrapolation. Pour la commune, le premier recensement exhaustif entrant dans le cadre du nouveau dispositif a été réalisé en 2005.

En 2022, la commune comptait 267 habitants, en évolution de +4,71 % par rapport à 2016 (Pyrénées-Orientales : +3,92 %, France hors Mayotte : +2,11 %).
| 1793 | 1800 | 1806 | 1821 | 1831 | 1836 | 1841 | 1846 | 1851 |
| ---- | ---- | ---- | ---- | ---- | ---- | ---- | ---- | ---- |
| 151  | 157  | 176  | 196  | 290  | 276  | 286  | 306  | 318  |

| 1856 | 1861 | 1866 | 1872 | 1876 | 1881 | 1886 | 1891 | 1896 |
| ---- | ---- | ---- | ---- | ---- | ---- | ---- | ---- | ---- |
| 290  | 300  | 307  | 302  | 289  | 349  | 368  | 357  | 364  |

| 1901 | 1906 | 1911 | 1921 | 1926 | 1931 | 1936 | 1946 | 1954 |
| ---- | ---- | ---- | ---- | ---- | ---- | ---- | ---- | ---- |
| 398  | 362  | 330  | 225  | 205  | 207  | 168  | 149  | 148  |

| 1962 | 1968 | 1975 | 1982 | 1990 | 1999 | 2005 | 2006 | 2010 |
| ---- | ---- | ---- | ---- | ---- | ---- | ---- | ---- | ---- |
| 148  | 109  | 106  | 119  | 153  | 161  | 226  | 233  | 240  |

| 2015 | 2020 | 2022 | - | - | - | - | - | - |
| ---- | ---- | ---- | - | - | - | - | - | - |
| 254  | 270  | 267  | - | - | - | - | - | - |

Note : à partir de 1826, la population de Villerach est recensée avec celle de Clara.
| selon la population municipale des années : | 1968 | 1975 | 1982 | 1990 | 1999 | 2006 | 2009 | 2013 |
| Rang de la commune dans le département      | 168  | 183  | 163  | 149  | 150  | 136  | 137  | 135  |
| Nombre de communes du département           | 232  | 217  | 220  | 225  | 226  | 226  | 226  | 226  |

### Manifestations culturelles et festivités
- Fête communale : Quasimodo et 11 novembre[34] ;
- Fête patronale de Villerach : 31 décembre[34].

## Économie

### Revenus
En 2018, la commune compte 115 ménages fiscaux, regroupant 263 personnes. La médiane du revenu disponible par unité de consommation est de 20 790 € (19 350 € dans le département).

### Emploi
|                | 2008   | 2013   | 2018   |
| -------------- | ------ | ------ | ------ |
| Commune        | 9,9 %  | 11,2 % | 10,2 % |
| Département    | 10,3 % | 12,9 % | 13,3 % |
| France entière | 8,3 %  | 10 %   | 10 %   |

En 2018, la population âgée de 15 à 64 ans s'élève à 160 personnes, parmi lesquelles on compte 71,1 % d'actifs (60,8 % ayant un emploi et 10,2 % de chômeurs) et 28,9 % d'inactifs,. Depuis 2008, le taux de chômage communal (au sens du recensement) des 15-64 ans est inférieur à celui du département, mais supérieur à celui de la France.
La commune fait partie de la couronne de l'aire d'attraction de Prades, du fait qu'au moins 15 % des actifs travaillent dans le pôle,. Elle compte 27 emplois en 2018, contre 31 en 2013 et 32 en 2008. Le nombre d'actifs ayant un emploi résidant dans la commune est de 100, soit un indicateur de concentration d'emploi de 26,5 % et un taux d'activité parmi les 15 ans ou plus de 54,7 %.
Sur ces 100 actifs de 15 ans ou plus ayant un emploi, 17 travaillent dans la commune, soit 17 % des habitants. Pour se rendre au travail, 88,5 % des habitants utilisent un véhicule personnel ou de fonction à quatre roues, 1,9 % les transports en commun, 2,9 % s'y rendent en deux-roues, à vélo ou à pied et 6,7 % n'ont pas besoin de transport (travail au domicile).

### Activités hors agriculture

#### Secteurs d'activités
18 établissements sont implantés  à Clara-Villerach au 31 décembre 2019.
Le secteur du commerce de gros et de détail, des transports, de l'hébergement et de la restauration est prépondérant sur la commune puisqu'il représente 33,3 % du nombre total d'établissements de la commune (6 sur les 18 entreprises implantées  à Clara-Villerach), contre 30,5 % au niveau départemental.

### Agriculture
Une seule exploitation agricole ayant leur siège dans la commune est en activité lors du recensement agricole de 2020.

## Culture locale et patrimoine

### Monuments et lieux touristiques
- Dolmen du Coll de la Creu ;
- Dolmen de la Lloseta ;
- L'église Saint-Martin de Clara est une église romane avec un clocher moderne surmonté d'un campanile[36] ;
- L'église Saint-Étienne de Pomers est une église romane ;
- L'église Saint-Sylvestre de Villerach est une église en partie romane.
- Site pastoral de Llasseras (altitude entre 1200 et 1500 m[37]).

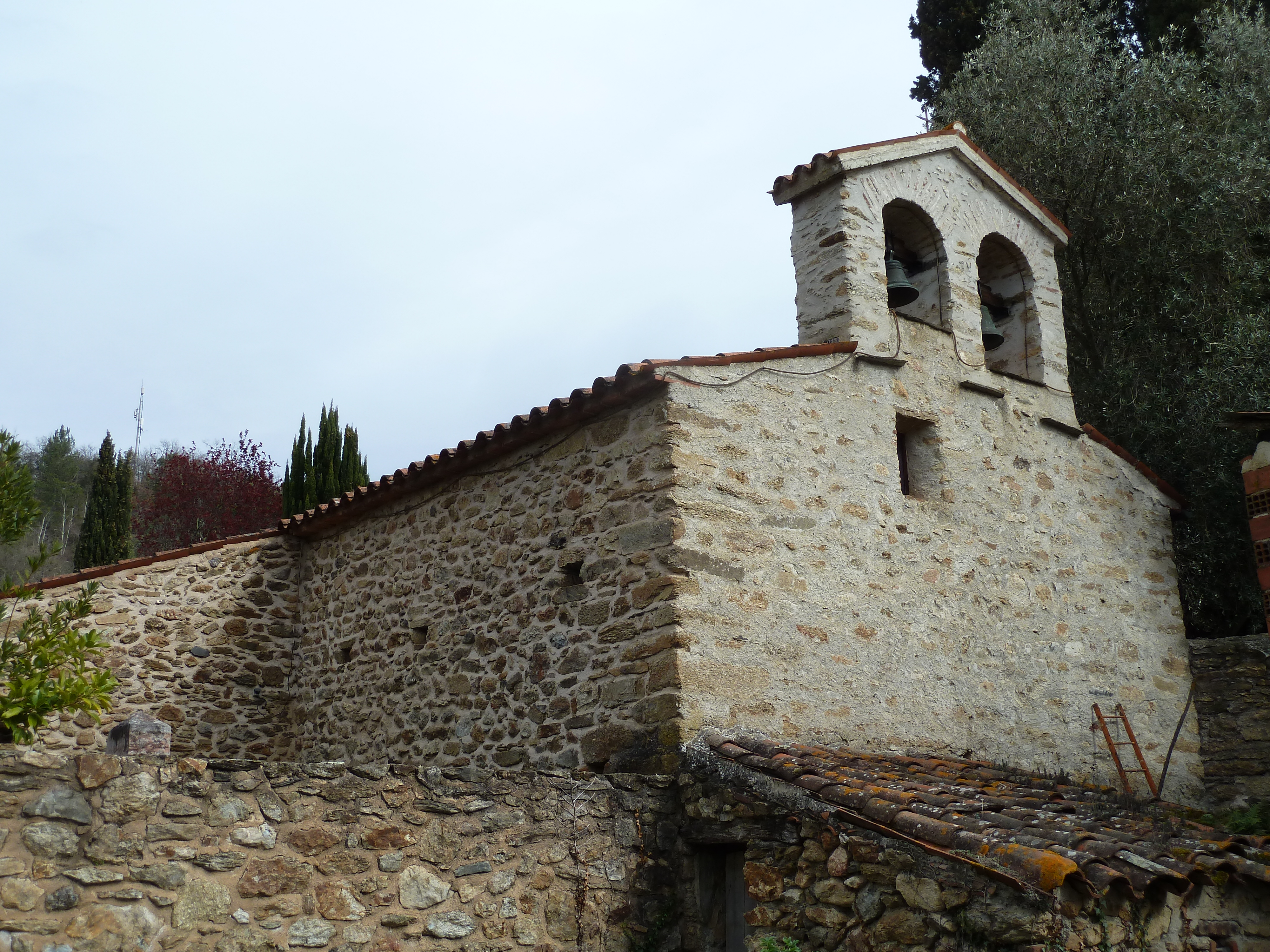
Angle Nord-Ouest de l'église Saint-Sylvestre
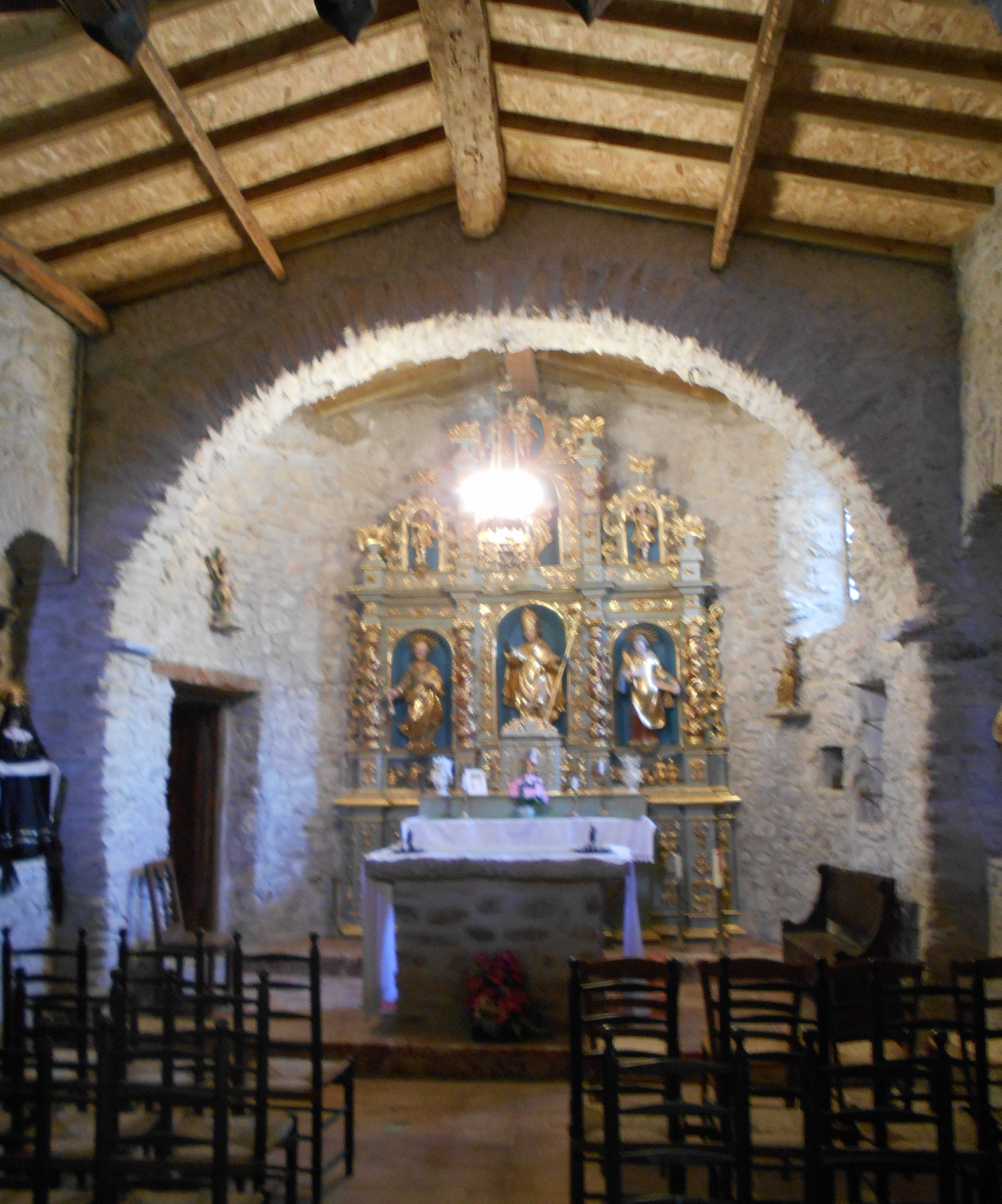
L'intérieur de l'église Saint-Sylvestre
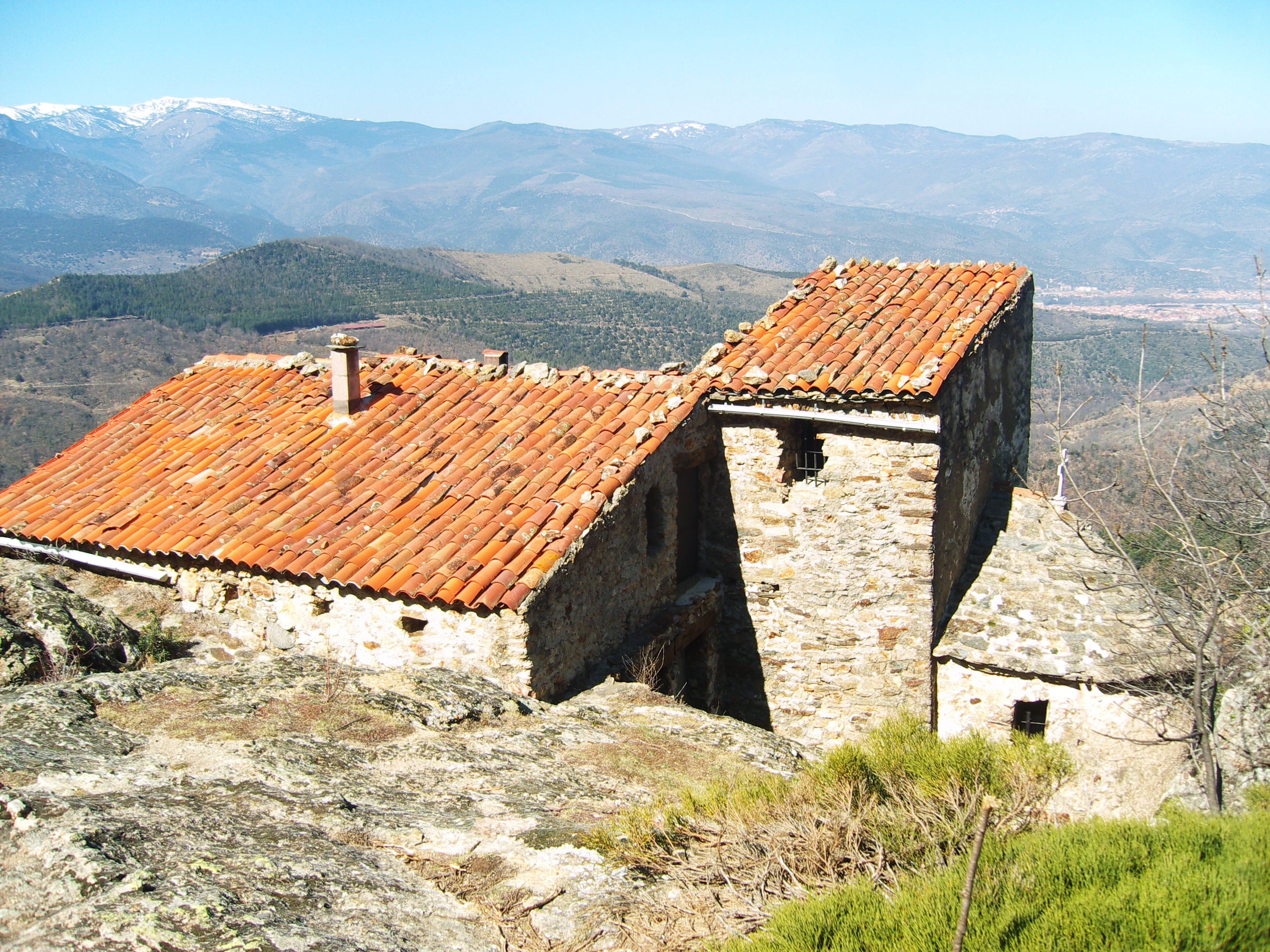
Église St-Étienne de Pomers
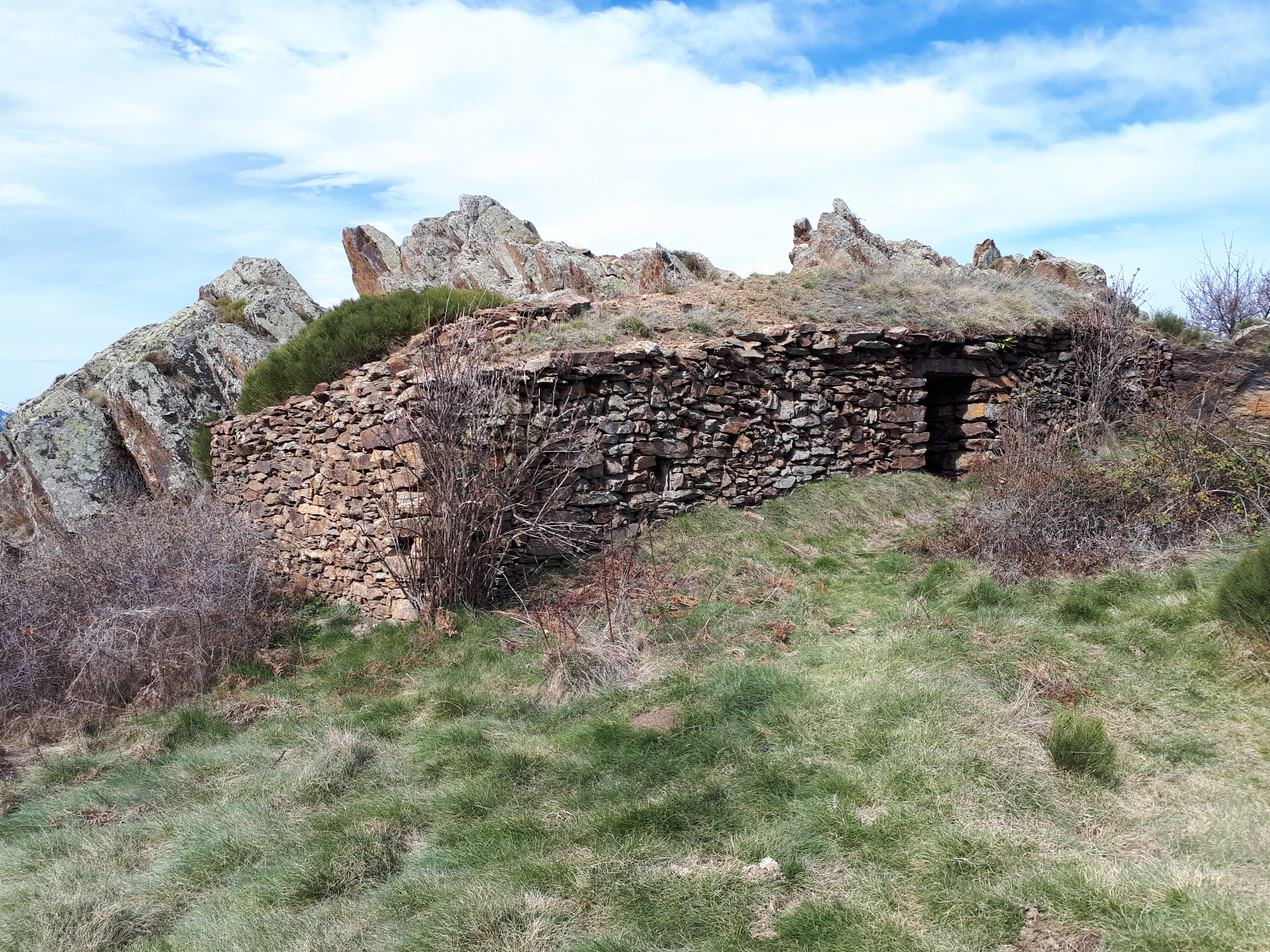
Grand orri en pierres sèches sur le Site pastoral de Llasseras
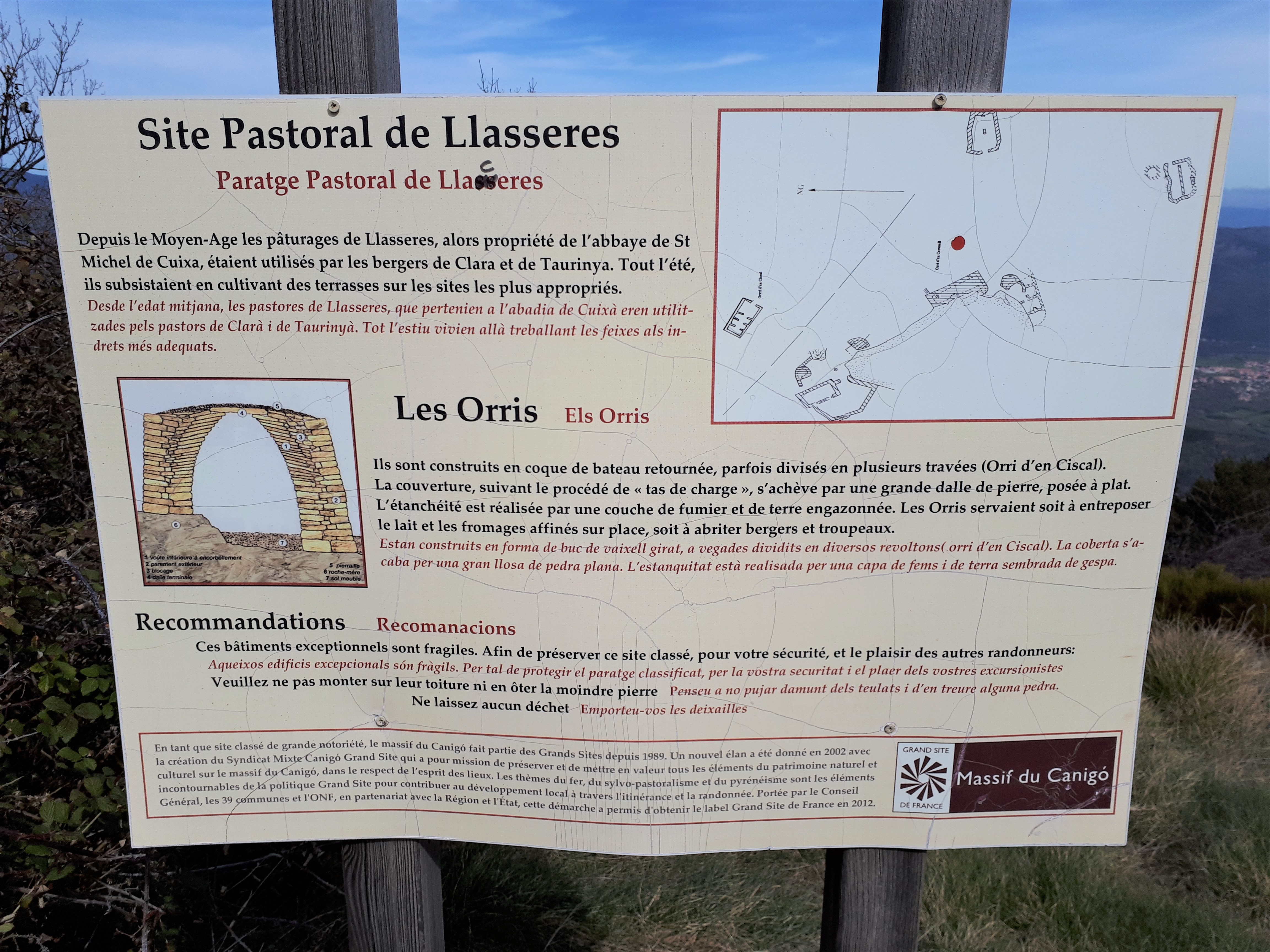
Panneau informatif sur le Site pastoral de Llasseras